# Кресло Барани

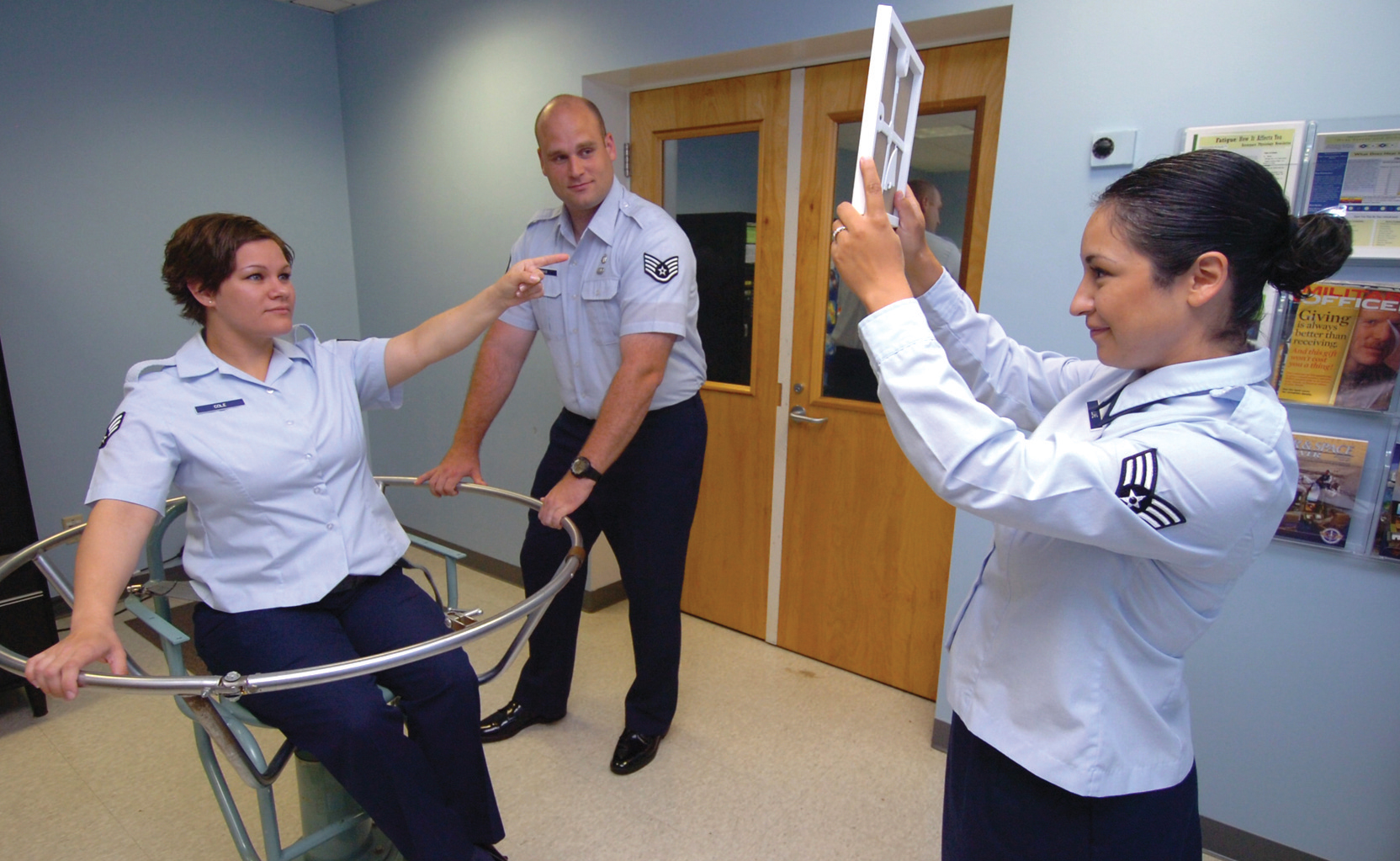
Тестирование. Мужчина только что остановил кресло, тестируемая женщина указывает на показываемый ей знак

Кресло Барани —  специальный вращающийся в горизонтальной плоскости стул для исследования вестибулярного аппарата. Во время проведения вращения у испытуемого рефлекторно возникают толчкообразные движения глаз, называемые нистагмом. В результате нетренированный человек теряет ориентацию в пространстве. После остановки кресла по быстроте прекращения нистагма объективно судят о состоянии вестибулярного аппарата. Кресло Барани используется при отборе в авиацию, медицинском обследовании лётчиков, космонавтов, людей, чья работа происходит на высоте.
Состоит из сиденья, вертикальной рукоятки, с помощью которой кресло раскручивают, поручней и подножки. Существуют усовершенствованные кресла Барани — с электромеханическим приводом, стенды-кресла с маятниковой стимуляцией. Предложено австрийским учёным Робертом Барани.